# Federico Laens
Federico Horacio Laens Martino (Montevideo, 14 gennaio 1988) è un ex calciatore uruguaiano, di ruolo attaccante.

## Carriera

### Club
Nel 2007 esordisce nella massima serie uruguaiana con il Nacional, con cui nella sua unica partita giocata segna anche un gol; nel 2008 dopo una parentesi di alcuni mesi al Defensor si trasferisce ai Montevideo Wanderers, con cui segna un gol in 10 presenze sempre nella prima divisione del suo Paese natale. Nel gennaio del 2009 si trasferisce in Italia, al Pescara, con cui gioca gli ultimi 6 mesi della stagione 2008-2009, nel campionato di Lega Pro Prima Divisione, nel quale segna 2 reti in 11 presenze. Dopo la parentesi abruzzese rimane svincolato per diversi mesi: rimane infatti senza contratto fino al marzo del 2010, quando dopo aver anche sostenuto un periodo di prova col Torino (militante in Serie B). viene tesserato dai campani della Nocerina per gli ultimi mesi della stagione 2009-2010; esordisce in rossonero in una trasferta sul campo del Celano, per poi giocare solamente altre 2 partite, senza mai segnare. Successivamente gioca per un breve periodo nella squadra B del Peñarol, salvo poi tornare in Europa ai Biaschesi, squadra della terza divisione svizzera, con cui nella stagione 2011-2012 segna un gol in 3 partite in campionato e 3 gol in 2 partite in Coppa Svizzera.
Nel 2012 torna nuovamente in patria, questa volta al Bella Vista, con cui gioca dal gennaio del 2012 al luglio del 2013 segnando in totale 14 reti in 43 presenze nella massima serie uruguaiana; dopo la retrocessione del club in seconda divisione al termine della sua seconda stagione in squadra, Laens lascia il club per accasarsi ai coreani del Seongnam, con cui gioca per i successivi 6 mesi, fino al 30 gennaio 2014. Dal gennaio al settembre del 2014 gioca all'El Tanque Sisley, con cui gioca 10 partite nella prima divisione uruguaiana. Passa poi al Rentistas, con la cui maglia segna 5 reti in 22 presenze in campionato. Trascorre l'intera stagione 2015-2016 al FC Cartagena, con cui realizza 3 reti in 25 presenze nella terza divisione spagnola. Dal luglio del 2016 gioca con La Equidad, nella prima divisione colombiana, con cui segna un gol in 13 presenze; nel 2017 realizza invece 4 gol in 13 presenze nel Rentistas, nella seconda divisione uruguaiana. Passa poi al Fénix, nella prima divisione uruguaiana.

### Nazionale
Nel 2007 ha giocato il Campionato sudamericano Under-20.